# Lelești (gmina)
Lelești – gmina w Rumunii, w okręgu Gorj. Obejmuje miejscowości Frătești, Lelești i Rasovița. W 2011 roku liczyła 1854 mieszkańców.